# مباريات الجوع (فلم)
مباريات الجوع (بالإنجليزية: The Hunger Games) هو فيلم خيال علمي، وديستوبي، وأكشن أمريكي من إنتاج عام 2012، ومن إخراج غاري روس. يستند إلى الرواية الأولى من سلسلة روايات مباريات الجوع للكاتبة سوزان كولنز. الفيلم من إنتاج نينا جاكوبسون وجون كيليك، ومن بطولة جينيفر لورنس، وجوش هوتشرسن، وليام هيمسورث، ووودي هارلسون، وإليزابيث بانكس، وليني كرافيتز، وستانلي توتشي، ودونالد ساذرلاند. قام كل من روس، وكولنز، وبيلي راي بكتابة سيناريو الفيلم. الفيلم هو الجزء الأول من سلسلة أفلام مباريات الجوع، وتدور أحداثه في مستقبل بائس لما بعد نهاية العالم.
تدور أحداث الفيلم حول «كاتنيس إيفردين» (جينيفر لورنس)، ذات الـ16 عاماً، التي تعيش في المستقبل في دولة جديدة تدعى بانيم المكونة من الكابيتول الغنية، والمحيط بها من 12 مقاطعة فقيرة. تعيش «كاتنيس» في المقاطعة 12 مع أمها وأختها الصغرى «بريم». عندما يتم اختيار «بريم» للاشتراك في مباريات الجوع - وهي مسابقة تقوم بها الكابيتول سنويًا كعقاب للـ12 مقاطعة على محاولة الثورة عليها في السابق، حيث يتم اختيار ولد وبنت من كل مقاطعة ليتنافسوا حتى يتبقى متسابق واحد على قيد الحياة. تتطوع «كاتنيس» لتحل مكانها، ويتم اختيار بيتا ميلارك (جوش هوتشرسن) أيضاً من نفس المقاطعة، ويذهبان للكابيتول للاستعداد لمباريات الجوع ومعهما "هايمتش آبرناثي" (وودي هارلسون) الفائز في الدورة الـ50 لمبارايات الجوع.
بدأ تطوير فيلم مباريات الجوع في مارس 2009، عندما دخلت شركة ليونزغيت إنترتينمنت في اتفاقية إنتاج مشترك مع شركة كولر فورس، والتي حصلت على الحقوق قبل بضعة أسابيع. تعاونت كولنز مع راي وروس في كتابة السيناريو. وسّع السيناريو من شخصية «سينيكا كرين» (ويس بنتلي) للسماح بعرض العديد من التطورات مباشرة على الجمهور، وأضاف روس عدة مشاهد بين «كرين» و«كوريولانوس سنو» (دونالد ساذرلاند). تم اختيار الشخصيات الرئيسية بين مارس ومايو 2011. بدأ التصوير الفوتوغرافي الرئيسي في مايو 2011، وانتهى في سبتمبر 2011، مع التصوير في ولاية كارولاينا الشمالية.
تم عرض الفيلم في 21 مارس 2012 في بعض الدول الأوروبية، وفي الولايات المتحدة والمملكة المتحدة والمسارح التقليدية ومسارح آيماكس الرقمية في 23 مارس 2012. تلقت اليابان الفيلم في 28 سبتمبر. حقق الفيلم في يوم الافتتاح 67.3 مليون دولار أمريكي، و152.5 مليون دولار أمريكي في أول أسبوع، مما جعله في المركز الرابع كأعلى إيرادات في أمريكا الشمالية في أسبوع الافتتاح بعد فيلم المنتقمون، وهاري بوتر ومقدسات الموت – الجزء 2، وفارس الظلام. وهو أول فيلم منذ صدور فيلم أفاتار يتصدر المركز الأول في أمريكا الشمالية كأعلى مبيعات لأربع أسابيع متتالية. حقق الفيلم نجاحًا هائلاً في شباك التذاكر، حيث حقق أكثر من 694 مليون دولار في جميع أنحاء العالم، مقابل ميزانيته البالغة 78 مليون دولار، مما جعله ثالث أعلى إيرادات الأفلام في الولايات المتحدة، وتاسع أعلى إيرادات الأفلام لعام 2012. تم إصداره على الدي في دي والبلو-راي في 18 أغسطس 2012. مع بيع 7,434,058 وحدة، كان الدي في دي هو أكثر دي في دي مبيعًا لعام 2012. في 2013، صُدر الجزء الثاني مباريات الجوع: ألسنة اللهب.
حظي فيلم مباريات الجوع بتعليقات إيجابية من النقاد، مع الثناء على مواضيعه ورسائله، بالإضافة إلى تصوير جينيفر لورنس ل«كاتنيس»، لكن وُجهت بعض الانتقادات لاعتماد الفيلم على الكاميرا المهتزة، خاصة في مشاهد الأكشن، وأوجه تشابهه مع الأعمال الأخرى. تضمن ألبوم الموسيقى التصويرية للفيلم أغنية «سيف أند ساوند» التي غنتها المغنية الأمريكية تايلور سويفت مع فرقة ذا سيڤيل وارز. فازت الأغنية بجائزة غرامي، وتم ترشيحها لجائزة غولدن غلوب لأفضل أغنية أصلية. لأدائها بالفيلم، فازت لورنس بجائزة زحل لأفضل ممثلة، وجائزة جمعية نقاد البث السينمائي لأفضل ممثلة في فيلم أكشن، وجائزة إمباير لأفضل ممثلة، كما تم ترشيحها لجائزة دائرة نقاد السينما في نيويورك لأفضل ممثلة.

## القصة
تتكون دولة بانيم - التي نشأت بعد دمار أمريكا الشمالية في أحداث غير معروفة - من المدينة الثرية الكابيتول، و12 مقاطعة أخرى فقيرة تقع تحت سيطرة واستغلال الكابيتول. كعقاب للمقاطعات الإثني عشر على محاولة سابقة للانقلاب ضد الكابيتول، يتم اختيار ولد وبنت أعمارهم تتراوح بين الثانية عشرة والثمانية عشرة عاماً من كل مقاطعة عن طريق قرعة سنوية (المعروفة باسم «الحصاد») للاشتراك في مباريات الجوع. يجب على المشاركين في مباريات الجوع أن يتقاتلوا في مكان مفتوح (يُسمى «الميدان») تتحكم به الكابيتول حتى يتبقى متسابق واحد على قيد الحياة. «كاتنيس إيفردين» فتاة في الـ16 عاماً من عمرها من المقاطعة 12، تتطوع لتشارك في الدورة الـ74 لمبارايات الجوع بدلا من أختها الصغرى «بريم» التي تم اختيارها عن طريق القرعة. ويتم اختيار من نفس المقاطعة «بيتا ميلارك»؛ ابن خباز، الذي تعرفه «كاتنيس» من المدرسة، والذي أعطاها الخبز مرة عندما كانت هي وعائلتها يتضورون جوعًا.
يؤخذ «كاتنيس» و«بيتا» إلى الكابيتول مع معلمهم السكير «هايمتش آبرناثي»؛ الفائز في الدورة الـ50 لمباريات الجوع، والذي نصحهم بمراقبة المتسابقين الآخرين لمعرفة مواهبهم، وخاصة «المحترفين» الذين تم تدريبهم منذ ولادتهم على المنافسة في مباريات الجوع. بعد ذلك يتم عرضهم على الملأ لجمهور الكابيتول في لقاءات تلفزيونية مع سيزار فليكرمان. وخلال هذة اللقاءات يكشف «بيتا» على الهواء حبه ل«كاتنيس» منذ الطفولة. تعتقد «كاتنيس» أن هذا الاعتراف حيلة لكسب تأييد الجمهور له في دورة الألعاب التي يمكن أن تكون حاسمة للبقاء على قيد الحياة، حيث يتم تشجيع الجمهور لإرسال الهدايا مثل: الغذاء والدواء، والأدوات اللازمة للمتسابق المفضل خلال الدورة. تبدأ الدورة، ويتم قتل ما يقرب من نصف المتسابقون في اليوم الأول، وتحاول «كاتنيس» الاعتماد على مهارتها في الصيد من أجل البقاء. يشكل «بيتا» تحالف مع المحترفين («كاتو» و«كلوف» و«مارفل» و«جليمر»)، ويتمكنوا من محاصرة «كاتنيس» في الغابة. تتحالف «كاتنيس» مع «رو»، فتاة عمرها 12 عامًا من المنطقة 11، عندما تحذرها من عش زنابير تُسقطه «كاتنيس» على المحترفين، ويتسبب في قتل «جلمير». هذا التحالف لم يدم طويلاً، فعندما أُصيبت «رو» بجروح قاتلة على يد «مارفل» الذي يموت على يد «كاتنيس»، تبقى «كاتنيس» مع «رو» حتى تموت، ثم تنشر الزهور على جسدها كعلامة احترام. وعند إذاعة هذا المشهد على التلفزيون، يتسبب في بداية أعمال شغب في المقاطعة 11.
بسبب قصة حب «بيتا» و«كاتنيس» المزعومة، أعلن صانعو المباريات عن تغيير إحدى قواعد مباريات الجوع، مشيرين إلى أن متسابقين اثنين يمكنهما الفوز في مباريات الجوع إذا كانا من نفس المقاطعة. عند سماع هذة القاعدة الجديدة، تذهب «كاتنيس» للبحث عن «بيتا»، وتجده مُغطى بالجروح. بينما تحاول تضميد جروحه، تحاول أن تلعب دور الفتاة الواقعة في الحب لكسب المزيد من الحُظْوَة لدى الجمهور، وبالتالي المزيد من الهدايا. عندما تحاول أن تأتي بالدواء ل«بيتا»، تهاجمها «كلوف». ظهر «ثريش» وقتل «كلوف»، ويعفو عن «كاتنيس» لما فعلته مع «رو». تموت «وجه الثعلب» بسبب أكلها لتوت سام سرقته من «بيتا» الذي لم يكن يعرف أنه سام. يتم إطلاق مجموعة من المخلوقات الشرسة الشبيهة بالكلاب، مما أسفر عن مقتل «ثريش»، وإجبار «كاتنيس» و«بيتا» على التوجه إلى الكورنوكوبيا، وهناك يواجهان «كاتو». بعد معركة وحشية، تطلق «كاتنيس» سهم يصيب «كاتو» لتنقذ حياة «بيتا»، فيقع كاتو وسط الكائنات المفترسة. تطلق «كاتنيس» عليه سهم آخر لترحمه من موت بطيء. عندما يتبقى «بيتا» و«كاتنيس» كآخر متسابقين، يلغي صانعو المباريات القاعدة الأخيرة ليجبروهما على قتل بعضهما. بدلاً من ذلك، تأخذ «كاتنيس» كمية من التوت السام وتعطي نصفه ل«بيتا»، يدرك صانعو المباريات أن عمليتهما الانتحارية ستُحرم الجمهور من أي فائز، فيقومون بإعلان الفائزين في الدورة الـ74 لمبارايات الجوع.
على الرغم من أنها تمكنت من النجاة والمعاملة كبطلة في الكابيتول، يحذرها «هايمتش» أنها أصبحت الآن هدفًا سياسيًا بعد أن تحدت قادة الكابيتول بتلك العلانية. يعود «بيتا» و«كاتنيس» للمقاطعة 12. يشاهد الرئيس «سنو» الاحتفال، ويفكر في ما يجب القيام به بخصوص الفائزين ومشاعر التمرد التي ربما تكون قد انتشرت بسببهم.

## طاقم التمثيل

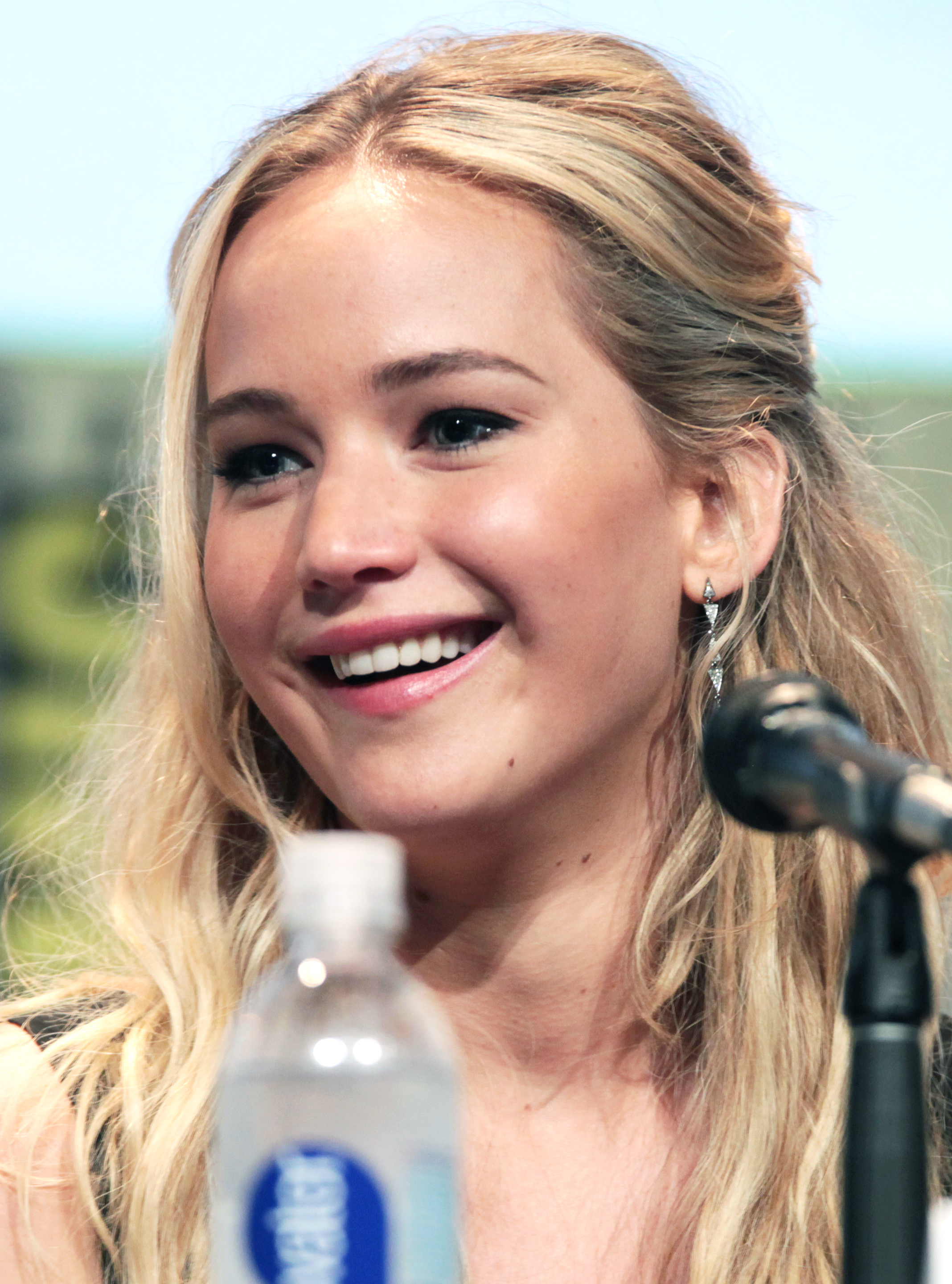
قامت جينيفر لورنس بصبغ شعرها باللون البني لتلعب دور «كاتنيس»، ولكنها ارتدت باروكة في الجزء الأول والثاني من الطائر المقلد.

- جينيفر لورنس في دور «كاتنيس إيفردين»
- جوش هوتشرسن في دور «بيتا ميلارك»
- ليام هيمسورث في دور «غايل هاوثهورن»
- وودي هارلسون في دور «هايمتش آبرناثي»
- إليزابيث بانكس في دور «إيفي ترنكيت»
- ليني كرافيتز في دور «سيّنا»
- ستانلي توتشي في دور «سيزار فليكرمان»
- دونالد ساذرلاند في دور «الرئيس سنو»
- ويس بنتلي في دور «سينيكا كراين»
- توبي جونز في دور «كلاوديوس تمبلسميث»
- ألكسندر لودفيج في دور «كاتو»
- إزابيل فورمن في دور «كلوف»
- أماندلا ستينبرغ في دور «رو»
- جاكلين إيمرسون في دور «وجه الثعلب»
- جاك كوايد في دور «مارفيل»
- ليفين رامبين في دور «غليمر»
- دايو أوكينيي في دور «ثريش»
- ويلو شيلدز في دور «بريمروز إيفردين»
- باولا مالكومسون في دور «السيدة إيفردين»

## أجزاء أخرى
أعلنت شركة ليونزغيت في 8 أغسطس 2011 - أثناء تصوير الفيلم - أن الفيلم المأخوذ عن الجزء الثاني من سلسلة روايات مباريات الجوع، والذي يحمل اسم ألسنة اللهب، سوف يتم عرضه بالسينمات في 22 نوفمبر 2013. في نوفمبر 2011، تفاوضت شركة ليونزغيت مع الكاتب السنيمائي سيمون بيوفوي، كاتب سيناريو فيلم متشرد مليونير و127 ساعة لكتابة سيناريو الجزء الثاني، وذلك لانشغال سوزان كولنز وغاري روس. أعلن وودي هارلسون في نوفمبر 2011 أنه تعاقد على تصوير 4 أجزاء، مما يعني أنه سيتم تحويل جزء من السلسلة إلى فيلمين. وفي عدد فبراير 2012 من مجلة مراسل هوليود، تم إعلان أنه تم التعاقد مع جينيفر لورنس وجوش هوتشرسن وليام هيمسورث لتصوير جميع أجزاء السلسلة.
في أبريل 2012 تم انتشار أخبار عن عدم اتفاق غاري روس وليونزغيت على إخراج الجزء الثاني بسبب خلافات مالية، ولكن لاحقاً أعلن غاري روس أنه ليس هناك خلاف مادي، ولكنه بسبب ضيق الوقت، حيث لن يكون قادرا على أن يعد الفيلم جيداً كما يريد. في 19 أبريل 2012، تم اختيار فرانسيس لورانس مخرج فيلم أنا أسطورة وفيلم ماء للفيلة لإخراج ألسنة اللهب. تم إعلان أن فيلم ألسنة اللهب سيتم البدء في تصويره في صيف 2012، وبدء تصوير الجزء الجديد من فيلم رجال-إكس: الدرجة الأولى في يناير 2013، وذلك لتمكين جينيفر لورنس من المشاركة في الفيلمين.
وفي مايو 2012، تم إعلان الاسم الرسمي للجزء الثاني، وهو مباريات الجوع: ألسنة اللهب.

## وصلات خارجية
- الموقع الرسمي
- صفحة الفيلم على facebook  على فيسبوك.
- صفحة الفيلم على twitter
- مقالات تستعمل روابط فنية بلا صلة مع ويكي بيانات